# B-59 (sous-marin)
Le sous-marin B-59 (en russe : Б-59) est un sous-marin soviétique de classe Foxtrot (Projet 641). Pendant la crise des missiles de Cuba, ses officiers supérieurs se croyant attaqués, envisagèrent de tirer une torpille nucléaire (en) avec une tête nucléaire de 10 kilotonnes.

## Carrière
Le 11 juin 1960, il est inscrit à la liste navale comme grand sous-marin. Le 24 juin 1961, il est affecté à la flotte de la Baltique.
Le 6 mars 1962, il est affecté à la flotte du Nord. Au mois de mai, il est transféré à Severodvinsk par le canal de la mer Blanche. Il est affecté à la 69e brigade de la 4e escadrille de sous-marins de flotte du Nord, à Poliarny.
Le 1er juillet, il est affecté à la 20e escadre de sous-marins envoyée en opération vers Cuba. Le 1er octobre, débute l'opération Kama (aller retour mer de Barents-mer des Sargasses), dans le cadre de l'opération Anadyr.

## Contexte
Le 1er octobre 1962, le B-59, navire amiral d'une flottille de sous-marin composée des B-36, B-4 et B-130, quitte sa base de la péninsule de Kola en direction de la mer des Caraïbes afin de sécuriser le transport des armes soviétiques livrées à Cuba (une opération connue en Union soviétique sous le nom d'opération Anadyr).
Du 2 au 5 octobre, une violente tempête souffle sur une grande partie du groupe. Le clapet d'évacuation des gaz d'échappement du B-59 est endommagé. Le 20 octobre, au vingtième jour du voyage, les sous-marins B-130, B-36, B-59 et B-4 doivent faire face à un important groupe de la marine américaine (8 porte-avions et porte-hélicoptères).
Le 27 octobre, une escadre de l'US Navy — composée du porte-avions USS Randolph et de 11 destroyers — détecte la présence du B-59 à proximité de Cuba. Les bâtiments américains commencent à larguer des charges de profondeur (avec des explosifs de faible énergie), afin de contraindre le sous-marin soviétique à faire surface pour identification. Les messages de l'US Navy, indiquant que ces charges utilisées à l'entraînement n'étaient pas offensives, n'atteignirent jamais le B-59 ni le quartier général de la Marine soviétique.

## La question de déclencher le feu nucléaire
Le B-59 était sans nouvelles de Moscou depuis plusieurs jours et, bien que l’équipage du sous-marin ait intercepté des émissions radio civiles américaines, lorsqu'il tenta en plongeant de semer ses poursuivants, la profondeur rendit impossible l’interception du trafic radio et l'équipage ignorait donc si la guerre avait éclaté ou pas. Le capitaine du sous-marin, Valentin Grigorievitch Savitsky, croyant qu’une guerre avait probablement commencé, voulait lancer la torpille nucléaire.
Les trois officiers supérieurs présents à bord – le capitaine Valentin Savitsky, l'officier politique Ivan Semonovich Maslennikov, et le commandant de la sous-flottille Vassili Arkhipov, dont le grade était le même que celui de Savitsky et qui occupait également le poste de commandant en second du B-59 – avaient reçu l'ordre de ne lancer la torpille nucléaire qu'en cas d'accord unanime entre eux. Alors que les deux premiers étaient en faveur de lancer la torpille nucléaire, Arkhipov seul s’y oppose et finit par persuader Savitsky de faire surface et d’attendre les ordres de Moscou. L'arme ne fut donc pas lancée, et ne put devenir un élément déclencheur de la guerre qui menaçait alors de dégénérer en guerre nucléaire.
Le lendemain, 28 octobre, les batteries du sous-marin étant à un niveau assez bas et le système de renouvellement de l’air défectueux, le B-59 est contraint de faire surface et de faire usage de ses moteurs diesel. Il obtient confirmation que sa décision de ne pas tirer était la bonne. La crise est à son paroxysme (le lendemain, 29 octobre, l'accord sera trouvé) et il se trouve au milieu des forces anti sous-marines américaines lancées à sa poursuite. Il parvient à leur échapper en soirée, batteries rechargées et réparations faites, en plongeant à 250 m et en utilisant des leurres. Il demeure sur place pendant presque un mois. Le B-59 fait alors route en direction de l’URSS.
Bien que l'incident n'ait pas forcément été connu de l'auteur Mark Rascovich (et des cinéastes ayant par la suite adapté le roman), celui-ci présente des similitudes avec le scénario d'Aux postes de combat (en anglais : The Bedford Incident).

## Carrière ultérieure
En 1963, le B-59 est affecté à la 69e brigade de sous-marins de la 4e escadrille de sous-marins de flotte du Nord, basé à Poliarny. L'année suivante, il est affecté à la 96e brigade de sous-marins toujours dans la 4e escadrille de sous-marins.
Du 24 août 1964 au 13 septembre 1965, le bateau se trouve en entretien et réparations, au KMOLZ de Kronstadt. À la fin de 1965, il gagne son nouveau port basé à Poliarny. Il mène une mission opérationnelle.
En 1967, il effectue une mission opérationnelle en mer Méditerranée. En 1968, il est envoyé à nouveau en mission opérationnelle, celle-ci est écourtée pour un motif inconnu.
En 1969, il est affecté à la 211e division de sous-marins de la 4e escadrille de sous-marins de flotte du Nord, à Polyarny. L'année suivante, il est affecté à la 161e brigade de sous-marins de la 4e escadrille de sous-marins.
Du 13 octobre 1970 au 22 avril 1971, il effectue une mission opérationnelle sous les ordres de la 69e brigade de sous-marins. Il se retrouve en zone de conflit à proximité des côtes égyptiennes.
Du 21 juillet 1971 au 25 février 1972, il mène une mission opérationnelle en Atlantique nord, avec une escale à La Havane (Cuba) du 31 octobre au 3 novembre 1971.
Du 15 septembre 1973 au 19 décembre 1974, nouvelle interruption pour entretien et réparations au KMOLZ de Kronstadt, il est provisoirement affecté à la 10e division de sous-marins en entretien de la base navale de Leningrad. À la fin de 1974, il est affecté à la 161e brigade de sous-marins de la 4e escadrille de sous-marins de flotte du Nord, Poliarny.
Du 27 juin 1975 au 27 juillet 1976, il est envoyé en mission opérationnelle en Méditerranée sous les ordres de la 161e brigade de sous-marins. En 1977, il mène une nouvelle mission opérationnelle en mer de Norvège et mer de Barents.
En 1978, il est en mission opérationnelle en Méditerranée, il rentre à sa base le 10 octobre. Du 10 novembre 1979 au 14 juillet 1980, il patrouille à nouveau en Méditerranée.
Du 14 octobre 1982 au 15 août 1984, interruption pour entretien et réparations au KMOLZ de Kronstadt. Le B-59 est provisoirement subordonné à la 10e division de sous-marins en entretien de la 25e brigade de sous-marins de la 4e division des bâtiments en instruction de la base navale de Leningrad. En 1984, il est affecté à la 28e division de sous-marins de réserve de la 9e escadrille de sous-marins de flotte du Nord, Ura Guba.
À l'automne 1989, il est transféré en mer d'Azov par les voies d'eau intérieures. Le 8 décembre, il est affecté à la 153e brigade de la 14e division de sous-marins de flotte de mer Noire, Yuzhnaya Bukhta.
Le 19 avril 1990, il est rayé de la liste navale et remis à l'OFI pour démontage et démantèlement. Il reçoit le numéro tactique 576 en 1990. Le 1er juin 1991 : dissolution de l'équipage. Il est démantelé au chantier Glavvtorchetmet à Inkerman en 1991 et 1992.
Le B-59 passe au total 28 années et 10 mois en service.

### Sources et bibliographie
- (en) Norman Polmar, Cold War Submarines, The Design and Construction of U.S. and Soviet Submarines, KJ More. Potomac Books, Inc., 2003 (ISBN 1-57488-530-8)